# Terâmenes
Terámenes (em grego:  Θηραμένης ? — 404 a.C.), natural de Estiria, filho de Hagnão, foi um político oligarca ateniense. 
Terâmenes foi uma figura central em quatro grandes episódios da história ateniense. Ele aparece nos registros históricos pela primeira vez em 411 a.C. como um dos líderes de um golpe oligárquico, porém, pertencia à corrente moderada do movimento oligárquico, e como suas opiniões se divergiam das dos outros líderes do golpe, ele passou a se opor a suas decisões e conseguiu substituir a oligarquia restrita (os "Quatrocentos") que eles haviam imposto por uma mais aberta. 
Depois disso, ele serviu com estratego por alguns anos, mas não foi reeleito para o cargo em 407. Após Arginusas, onde ele participou como trierarca, ele recebeu a tarefa de resgatar os marujos dos navios atenienses que haviam afundado, mas devido a uma tempestade, não conseguiu fazê-lo. O incidente causou um grande furor em Atenas, na qual Terâmenes conseguiu ser absolvido de culpa pelo fracasso do resgate; a controvérsia terminou na execução de seis estrategos que haviam participado naquela batalha.
Após a derrota ateniense em Egospótamo em 405 a.C., Terâmenes teve um papel importante nas negociações da rendição de Atenas. Ele então participou do governo dos Trinta Tiranos, imposto por Esparta. Tal como em 411, Terâmenes entrou em conflito com os membros mais radicais do governo, em especial Crítias. Seus protestos contra o regime de terror que os Trinta haviam implementado levaram os principais oligarcas a conspirar para eliminá-lo. Ele foi denunciado perante a assembleia oligárquica, e quando este órgão parecia não querer puní-lo, Crítias eliminou ele da lista de cidadãos e ordenou sua execução.
Terâmenes continuou sendo uma figura controversa após sua morte. Lísias lhe criticou vigorosamente quando atacava vários dos seus aliados políticos, mas outros defendiam suas ações. As visões historiográficas dele também mudaram com o tempo. no século XIX, a participação de Terâmenes no golpe de 411 e suas ações em Arginusas foram amplamente condenadas, mas a descoberta de textos da época e a historiografia do século XX apoiava visões mais positivas. Alguns historiadores veem ele como um oportunista, outros como um moderado com princípios. Os detalhes das suas ações, suas motivações, e seu caráter continuam a ser debatidos até hoje.

## Registro histórico
Não se conhece nenhuma biografia de Terâmenes escrita na Antiguidade, mas sua vida e suas ações são bem documentadas, devido ao tratamento extenso dado a eles em algumas obras que sobreviveram até hoje. O orador Lísias menciona ele frequentemente em vários dos seus discursos, mas de forma muito hostil. Terâmenes também parece em várias histórias narrativas antigas; o relato de Tucídides inclui o início da carreira de Terâmenes e Xenofonte, partindo de onde Tucídides parou, dá um relato detalhado de vários episódios de sua carreira.  Diodoro Sículo, provavelmente baseando-se na História de Éforo de Cime em vários pontos, tem outro relato que diverge em vários pontos do de Xenofonte. Terâmenes também aparece em outras fontes, que, embora não tenham tantos detalhes narrativos, foram usadas pra esclarecer as disputas políticas que cercam a vida e a memória de Terâmenes.

## Família
Muito pouco da vida de Terâmenes fora da esfera pública foi preservado no registro histórico. seu pai, Hagnão, filho de Nícias, teve um papel significante na vida pública ateniense nas décadas anteriores à ascensão de Terâmenes. Ele havia sido líder do grupo de colonos gregos que havia fundado Anfípolis entre 437 e 436 a.C., havia servido como estratego em várias ocasiões durante a Guerra do Peloponeso,  e foi um dos signatários da Paz de Nícias em 421 a.C. A carreira de Hagnão intersecta com a de seu filho quando ele serviu como próbulo (um dos dez comissários apontados pelo governo dos 400 para escrever uma nova constituição) em 411 a.C.

## Golpe de 411

### Derrubada da democracia

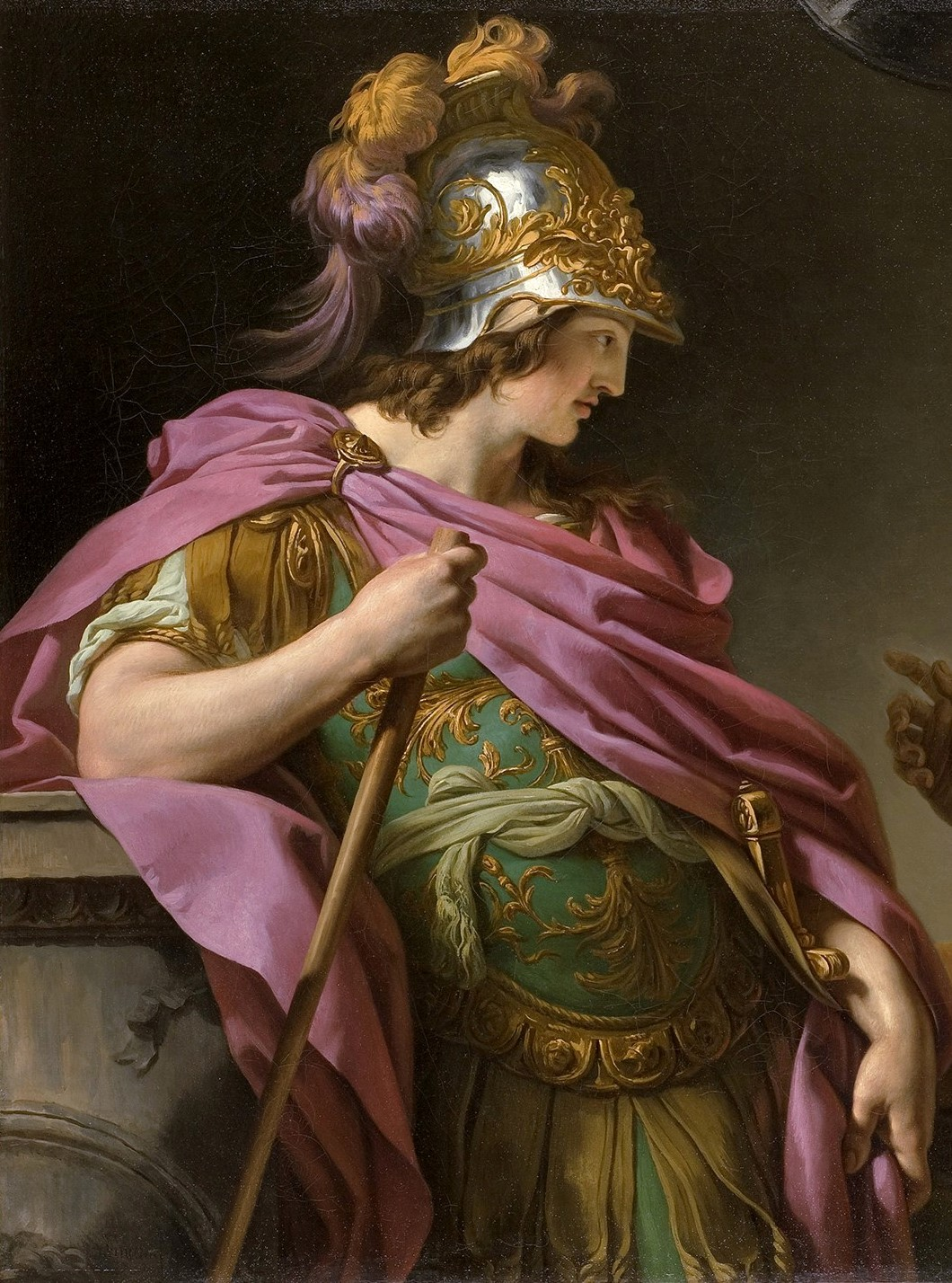
Alcibíades, aqui em um detalhe de uma pintura de 1776 por François-André Vincent, incitou o golpe oligárquico prometendo apoio persa para Atenas se a democracia fosse derrubada.

A primeira aparição de Terâmenes no registro histórico vem com seu envolvimento no golpe oligárquico de 411 a.C. Após a desastrosa expedição contra Siracusa, revoltas passaram a ocorrer entre os estados dominados por Atenas no Mar Egeu e a Paz de Nícias caiu por terra, com o recrudescimento das hostilidades entre Esparta e Atenas. Nesse contexto, alguns aristocratas atenienes, liderados por Písandro e com Terâmenes entre os seu número, começaram a conspirar para derrubar o governo democrático da cidade. Essa intriga foi iniciada pelo aristocrata exilado Alcibíades, que na época, estava atuando como assistente do sátrapa persa Tissafernes. Alegando ter muita influência com Tissafernes, Alcibíades prometeu voltar a Atenas, com apoio persa, se a democracia que havia lhe exilado fosse substituída por uma oligarquia. Assim, alguns trierarcas e outros líderes do exército ateniense em Samos começaram a planejar a derrubada da democracia. Eles enviaram Písandro para Atenas, onde, prometendo o retorno de Alcibíades e uma aliança com a Pérsia caso os atenienes substituíssem sua democracia por uma oligarquia, ele conseguiu convencer a Eclésia a mandá-lo como emissário para Alcibíades autorizado a fazer qualquer acordo necessário.
Porém, Alcibíades não conseguiu convencer Tissafernes a se aliar com os atenienses, e para esconder esse fato, começou a exigir concessões cada vez maiores de Písandro até que ele desistisse. Desiludido com Alcibíades mas ainda determinado a derrubar a democracia, Písandro e seus companheiros retornaram a Samos, onde os conspiradores começaram a assumir controle sore o exército e encorajaram um grupo de oligarquistas de Samos a planejar a derrubada da democracia de su própria cidade. 
Enquanto isso, em Atenas, um grupo de revolucionários oligarquistas jovens conseguiu ganhar controle efetivo do governo através de assassinatos e intimidação.
Após concluir seu trabalho em Samos, os líderes da conspiração zarparam para Atenas, entre eles Terâmenes; Tucídides se refere a ele como estando "na primeira linha dos destruidores da democracia; era um homem que nada tinha de medíocre por sua eloquência e discernimento" Após reunirem a assembléia, os conspiradores propuseram uma série de medidas pelas quais a democracia foi formalmente substituída por um governo de 400 homens escolhidos, que eventualmente deveriam selecionar e reunir um grupo de 5000 homens. Logo após, os conspiradores, foram, armados, até a câmara do Conselho, onde eles ordenaram os membros a se dispersarem depois de receberem seus salários, no que foram acatados, e a partir desse ponto, a máquina de governo estava totalmente controlada pelo conspiradores oligarquistas; eles rapidamente mudaram as leis para refletir a nova forma de governo que eles haviam imposto. 

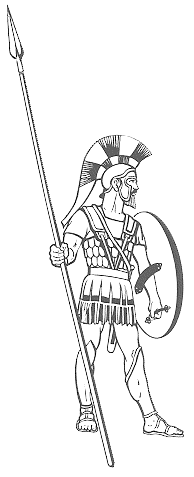
Um hoplita grego.
Em 411 a.C., Terâmenes apoiou um governo em qual todos os hoplitas pudessem ter participação.

### Conflito dentro do movimento
Porém, vários conflitos passaram a se desenvolver, ameaçando o futuro do novo governo em Atenas. Primeiro, o golpe em Samos foi derrotado pelos democratas sâmios e um grupo de Atenienses. Quando o exército em Samos recebeu as notícias do golpe em Atenas, que vieram junto com relatos exagerados de excessos cometidos pelo novo governo, este declarou sua lealdade à democracia e hostilidade ao novo governo.  Enquanto isso, em Atenas, uma cisão se desenvolveu entre os oligarquistas moderados e radicais, com Terâmenes emergindo como líder dos moderados, junto com um Aristócrates, filho de Celias. A facção extremista, liderada por Frínico, contando com líderes proeminentes do golpe como Písandro e Antífon, e que tinha o maior apoio dentro dos 400, era oposta a ampliar a base da oligarquia, e estavam dispostos a fazer quaisquer concessões pra garantir a paz com Esparta. Os moderados, por outro lado, estavam dispostos a fazer a paz com Esparta em termos que preservassem o poder de Atenas, sem abrir mão de seu império ou da sua frota, e queriam ampliar a oligarquia para incluir os tais 5,000, que possivelmente incluiriam todos os cidadãos que tivessem condição de servir como hoplitas.
Logo após tomarem o poder, os radicais começaram a construir fortificação em Eetionéia, um ponto importante na entrada do porto do Pireu, supostamente para proteger o porto contra um ataque da frota em Samos. Com a discórdia interna cada vez maior, eles conectaram essas fortificações novas aos muros que já existiam para formar um forte defensível contra ataques por terra ou mar, contendo um armazém grande para o qual os radicais levaram a maior parte dos estoques de trigo da cidade. Terâmenes protestou fortemente contra a construção dessa fortificação, argumentando que seu propósito não era de impedir uma taque dos democratas, as sim de ser entregue aos espartanos; Tucídides testemunha que essas acusações não eram infundadas, pois os radicais realmente estavam considerando fazê-lo.  Inicialmente cautelosos (pois inimigos do regime já haviam sido executados antes), Terâmenes e seus apoiadores tomaram a iniciativa depois de certos eventos. Primeiro, uma forta espartana, supostamente enviada para apoiar revoltas contra Atenas em Eubéia estava se movendo pelo litoral do Peloponeso; Terâmenes alegou que essa forta planejava capturar as fortificações em Eetionéia, em colaboração com os radicais. Depois, um soldado ateniense, aparentemente agindo a mando de conspiradores dentro do governo, matou Frínico, líder da facção extremista. O assassino fugiu, mas seu cúmplice, um argivo, foi capturado; o prisoneiro se recusou a entregar o mandante mesmo sob tortura. Com os extremistas não conseguindo agir efetivamente nesse caso, e com a frota espartana tendo conquistado Égina (uma parada lógica para quem estivesse indo para o Pireu), Terâmenes e seus apoiadores decidiram agir.
Aristócrates, que comandava um regimento de hoplitas no Pireu, prendeu o estratego extremista Alexicles; enfurecidos, os líderes extremistas dos 400 exigiram ação, e fizeram várias ameaças contra Terâmenes e seu partido. Para a surpresa deles, Terâmenes se dispôs a liderar um grupo de soldados para resgatar Alexicles; os líderes extremistas aceitaram, e Terâmenes foi para o Pireu, com um outro moderado, e Aristarco, um extremista, compartilhando o comando.
Quando Terâmenes e sua tropa chagaram no Pireu, Aristarco, enfurecido, ordenou os soldados a atacar os hoplitas que haviam prendido Alexicles. Terâmenes fingiu estar indignado, mas quando os hoplitas lhe preguntaram se ele achava que a fortificação em Eetionéia era uma boa ideia, ele respondeu que se eles achassem que deveria ser derrubada, ele acharia bom. Chamando todos que queriam o governo dos 5,000 em vez do dos 400, os hoplitas demoliram a fortificação. Donald Kagan sugeriu que as ordens vieram de apoiadores de Terâmenes; A maior parte dos hoplitas demolindo a fortificação provavelmente prefeririam o retorno da democracia. Alguns dias depois, a frota espartana chegou ao Pireu, encontrando a fortificação destruída e o porto bem defendido, eles seguiram direto pra Eubéia. Alguns dias depois, os 400 foram formalmente depostos e substituídos pelos 5,000. Os oligarquistas mais extremos fugiram da cidade.

## Como comandante

Estratégia naval ateniense na batalha de Cízico: A frota-chamariz de Alcibíades atrai a frota espartana para o mar aberto, e depois se volta para enfrentá-los. Esquadrões comandados por Trasíbulo e Terâmenes chegam por trás dos navios espartanos, e prendem a fronta espartana entre três grupos de navios atenienses, uma força muito maior do que eles esperavam enfrentar.

Sob o governo dos 5000 e sob a democracia, que foi restaurada em 410 BC, Terâmenes serviu como estratego por vários anos, comandando frotas no Mar Egeu e no Helesponto. Logo após a ascensão do governo dos 5000, Terâmenes partiu para o Helesponto para se juntar a Trasíbulo e aos estrategos eleitos pelo exército em Samos. Após a vitória ateniense em Abidos, ele levou trinta trirremes para atacar os rebeldes em Eubéia, que estavam construindo uma passagem para a Beócia para oferecer acesso terrestre à sua ilha. Sem poder impedir a construção, ele saqueou o território de várias cidades rebeldes, e depois viajou pelo Egeu derrubando oligarquias e angariando fundos de várias cidades do império ateniense.  Então, ele levou sua frota para a Macedônia, onde ele ajudou o rei Arquelau a cercar a cidade de Pidna, mas quando este cerco começou a demorar demais, ele partiu para se juntar a Trasíbulo na Trácia.  De lá, a frota partiu para desafiar a frota de Míndaro, que havia capturado a cidade de Cízico. Terâmenes comandou uma ala da frota ateniense na batalha subsequente, que terminou com uma vitória ateniense decisiva. Naquela batalha, Alcibíades (que havia sido resgatado do seu exílio pela frota em Samos logo após o golpe) liderou uma força-chamariz que atraiu a frota espartana para o mar aberto, enquanto Trasíbulo e Terâmenes, cada um comandando um esquadrão independente, bloquearam as rotas de fuga dos espartanos. Míndaro teve que fugir para uma praia próxima, e uma luta feroz se deu em terra, com os atenienses tentando arrastar os navios espartanos. Trasíbulo e Terâmenes mantiveram os espartanos ocupados, enquanto que Alcibíades se juntou às forças terrestres atenienses próximas, e seguiu para o resgate; sua chegada precipitou uma vitória ateniense total, na qual todos os navios espartanos foram capturados. Após essa vitória, os Atenienses capturaram Cízico e construíram um forte em Crisópolis, do qual eles passaram a extrair uma taxa alfandegária de um décimo a todos os navios que passassem pelo Bósforo. Terâmenes e outro general ficaram nesse forte com uma guarnição de trinta navios para garantir a coleção da taxa. Enquanto isso, em Atenas, o governo dos 5000 foi substituído por uma democracia restaurada alguns meses depois dessa batalha. Donald Kagan sugeriu que a ausência de Terâmenes, "o melhor porta-voz dos moderados" contribuiu para essa restauração.
De acordo com Diodoro Sículo e Plutarco,  Terâmenes participou do cerco de Bizâncio (408 a.C.), sob o comando de Alcibíades, batendo o exército espartano que estava defendendo aquela cidade: Alcibíades comandou a ala direita, enquanto Terâmenes comandou a esquerda.

## Arginusas
Terâmenes continuou servindo como estratego em 407 a.C., mas, naquele ano, quando a derrota ateniense em Nócio levou à queda de Alcibíades e sus aliados, Terâmenes não foi reeleito. Porém, no ano seguinte, ele foi trierarca na frota improvisada que foi enviada para resgatar Conão, que havia sido bloqueado em Mitilene por Calicrátidas, comandando uma força de 40 navios. A força de resgate obteve uma vitória surpreendente sobre a frota espartana na Batalha de Arginusas, mas após a batalha, Terâmenes se envolveu em uma enorme controvérsia. Ao final da batalha, os estrategos em comando da frota (Aristócrates, Aristógenes, Diomedão, Erasínides, Lísias, Péricles, Protômaco, e Trasilo) se reuniram para decidir o que fazer. Ainda haviam 50 navios espartanos, comandados por Eteônico, em Mitilene, bloqueando Conão, e uma ação decisiva da frota ateniense poderia levar à destruição daquela força também, mas ao mesmo tempo, era necessário despachar alguns navios para recuperar os marujos das 25 trirremes atenienses afundadas ou inutilizadas na batalha. Assim, os oito estrategos, com a maior parte da frota, foram para Mitilene, enquanto que uma força de resgate, comandada por Trasíbulo e Terâmenes, ambos trierarcas naquela batalha, permaneceram na área para resgatar os sobreviventes e os mortos, para que fossem enterrados. Contudo, logo que a força principal partiu, começou uma forte tormenta que impediu o destacamento de resgate efetuar o seu trabalho. Eteônico fugiu, e vários marujos. se afogaram.

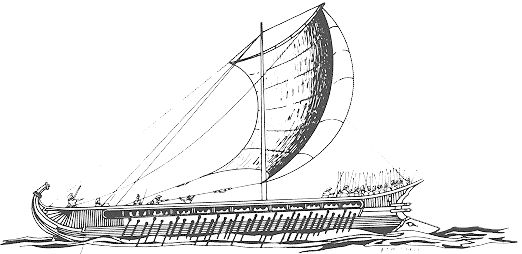
Uma trirreme grega antiga. 25 trirremes atenienses foram afundadas ou inutilizadas em Arginusas, e Terâmenes recebeu a atrefa de resgatar os sobreviventes.

Quando as notícias dessa tragédia pública chegaram a Atenas, ocorreu uma grande tormenta política ao receber as notícias sobre a tragédia. A população, desolada pelos acontecimentos, queria depurar as responsabilidades assinalando os culpáveis pelos acontecimentos. O povo estava furioso não somente pelas mortes, mas também por não poder recuperar os corpos dos cadáveres para o seu enterro (na atmosfera religiosa da Grécia, este fato poderia ter sido quase tão sério a olhos do povo ateniense como o abandono dos sobreviventes no mar), e os generais começaram a suspeitar que Trasíbulo e Terámenes, que já voltaram para Atenas, poderiam ter sido os responsáveis por fazer com que a assembleia os fizesse responsáveis pelos fatos, pelo qual Trasilo e seus colegas escreveram cartas ao povo denunciando os dois trierarcas como responsáveis pelo resgate frustrado. Trasíbulo and Terâmenes foram chamados perante a assembléia para defender suas ações; Terâmenes exibiu uma carta dos generais na qual eles culpavam apenas a tempestade pelo fracasso; Os trierarcas foram absolvidos, e a fúria pública se voltou contra os estrategos. Todos os oito foram depostos e chamados de volta a Atenas para serem julgados. Aristógenes e Protômaco fugiram, mas os outros seis voltaram para serem julgados.
Diodoro nota que os estrategos cometeram um erro grave ao tentar jogar a culpa em Terâmenes, "Pois," diz ele, "embora eles poderiam ter tido a ajuda de Terâmenes e seus asseclas no julgamento, homens que eram oradores hábeis, tinham vários amigos e, mais importantemente, tinham participado nos eventos relativos à batalha, eles os tiveram, pelo contrário, como adversários e acusadores. Quando o julgamento veio, os vários aliados de Terâmenes estavam entre os líderes da facção que estava contra os estrategos. Uma série ferrenha de debates e manobras legais decorreu, com as facções na assembléia lutando sobre o destino dos estrategos. A sua defesa, uma vez em Atenas, encontrou inicialmente uma boa resposta por parte do povo. Contudo, o festival das Apatúrias, na qual as famílias deviam reunir-se para as celebrações, foi uma grande oportunidade para os seus inimigos políticos para recordar ao povo a grande perda que sofreram, e foi usada para exacerbar os sentimentos contrários aos generais. Durante a reunião organizada ao dia seguinte, cheia de emotividade, a assembleia, dirigida por Calixeno, ajuizou em massa os generais e condenou-os à morte. O público ateniense, depois que a fúria e o luto provocados pelo desastre arrefeceram, se arrependeram de sua ação, e por milhares de anos depois, historiadores apontaram esse incidente como o pior erro judicial já cometido pelo governo da cidade.

## Negociando a paz
Em 405 a.C,, a marinha ateniense foi derrotada e destruída pela frota espartana comandada por Lisandro na Batalha de Egospótamos no Helesponto. Sem mais condição de construir outra frota, tudo que os Atenienses podiam fazer era esperar Lisandro navegar pelo Egeu em direção à sua cidade. Bloqueados por terra e mar, e com seus mantimentos acabando, os ateniense mandaram emissários ao rei espartano Ágis II, cujo exército estava acampado do outro lado dos seus muros, oferecendo se juntar à aliança espartana se eles pudessem manter suas muralhas e seu porto; Ágis, alegando que não tinha autoridade para negociar, mandou os emissários para Esparta, onde eles foram informados de que se eles realmente quisessem paz eles teriam que trazer propostas melhores.  Os atenienses inicialmente agiram de forma intransigente, chegando até a prender um homem que sugeriu que uma porção das Longas Muralhas fosse destruída como os espartanos haviam proposto,  mas a realidade de sua situação logo lhes forçou a considerar acordos. Nessa situação, Terâmenes, em um discurso para a assembleia, pediu para que ele fosse enviado como embaixador para Lisandro (então sitiando Samos) para determinar as intenções dos espartanos para com Atenas; ele também alegou que havia descoberto algo que poderia melhorar a posição de Atenas, mas não informou o que seria.Kagan 2003, p. 480 Seu pedido foi atendido, e Terâmenes foi a Samos para se reunir com Lisandro. de lá, ele foi até Esparta, talvez parando em Atenas no caminho.      Em Esparta, com representantes de todos os aliados daquela cidade presentes, Terâmenes e seus colegas negociaram os termos de paz que deram fim à Guerra do Peloponeso; as Longas Muralhas e as muralhas do Pireu foram derrubadas, o tamanho da frota ateniense foi limitado e a política externa de Atenas foi subordinada à de Esparta.  O tratado também estipulava que os atenienses deveriam usar "a constituição de seus ancestrais".  Terâmenes retornou a Atenas e apresentou os resultados das negociações para a assembleia; Embora alguns ainda quisessem continuar resistindo, a maioria aprovou os termos; Depois de 28 anos, a Guerra do Peloponeso havia acabado. 

## Trinta Tiranos
Quando Lisandro impôs à Atenas derrotada na Guerra do Peloponeso que escolhesse trinta atenienses para governar a cidade,, Terâmenes se opôs, alegando que o acordo de rendição garantia a Atenas a forma de governo dos seus pais, mas Lisandro contra-argumentou que Atenas já havia rompido o tratado, ao demorar em derrubar as muralhas. Com isso, Atenas escolheu os trinta, e Terâmenes foi um deles.
Porém, quando os trinta começaram a prender os atenienses ricos acusando-os de revolucionários, para eles serem executados e seus bens confiscados,, Terâmenes se opôs, e foi convocado um conselho dos Trinta. Neste conselho, Crítias fez um discurso acusando Terâmenes de trair o governo em que ele foi voluntário, mas Terâmenes conseguiu se defender. Então Crítias enviou um bando de soldados ameaçar Terâmenes, que fugiu para o altar de Héstia como suplicante, segundo suas próprias palavras, não para salvar sua vida, mas para que os seus assassinos se envolvam em um ato de impiedade contra os deuses. Quando Terâmenes foi morto, os atenienses viram que estavam a perigo com a Tirania dos Trinta.